# Supercoupe de l'UEFA 2020
La Supercoupe de l'UEFA 2020 est la 45e édition de la Supercoupe de l'UEFA. Le match oppose le Bayern Munich, vainqueur de la Ligue des champions 2019-2020 au Séville FC, vainqueur de la Ligue Europa 2019-2020.
La rencontre devait se dérouler le 12 août 2020 au Estádio do Dragão (stade du FC Porto) à Porto, au Portugal. En raison de la pandémie de Covid-19, la rencontre est reportée au 24 septembre 2020 et se joue à la Puskás Aréna de Budapest en Hongrie.
Les règles du match sont celles d'une finale de Coupe d'Europe : la durée de la rencontre est de 90 minutes. S'il y a toujours match nul, une prolongation de deux fois quinze minutes est jouée. S'il y a toujours égalité au terme de cette prolongation, une séance de tirs au but est réalisée. Cinq remplacements sont autorisés pour chaque équipe et un sixième supplémentaire en cas de prolongation.
La compétition est remportée par le Bayern Munich, qui s'impose après prolongation sur le score de 2 buts à 1.

## Désignation de la ville organisatrice
Une procédure de candidature est ouverte pour la désignation du site qui accueillera la Supercoupe de l'UEFA 2020. Cette procédure démarre le 8 décembre 2017, les associations ayant jusqu'au 12 janvier 2018 pour faire part de leur intérêt. Les dossiers de candidatures doivent être fournis à l'UEFA avant le 29 mars 2018, avec une seule proposition de site par pays. Le Comité exécutif de l’UEFA sélectionne le site le 24 mai 2018.
Neuf associations font part de leur intérêt pour l'organisation de la compétition, et huit d'entre eux confirment leur candidature avant la date limite du 29 mars 2018, l'association de Moldavie se retirant entre-temps.
| Association     | Stade             | Ville    |
| --------------- | ----------------- | -------- |
| Albanie         | Arena Kombëtare   | Tirana   |
| Biélorussie     | Stade Dinamo      | Minsk    |
| Finlande        | Stade olympique   | Helsinki |
| France          | Allianz Riviera   | Nice     |
| Irlande du Nord | Windsor Park      | Belfast  |
| Israël          | Stade Sammy-Ofer  | Haïfa    |
| Kazakhstan      | Stade central     | Almaty   |
| Moldavie        | Stade Zimbru      | Chișinău |
| Portugal        | Estádio do Dragão | Porto    |

Le Comité exécutif de l'UEFA choisit le Estádio do Dragão le 24 mai 2018.
En raison de la pandémie de Covid-19, la rencontre est reportée au 24 septembre 2020 et se joue désormais à la Puskás Aréna de Budapest en Hongrie.

## Match
| Titulaires :      |                    |      |
|                   |                    |      |
| 1                 | Manuel Neuer       |      |
| 5                 | Benjamin Pavard    |      |
| 21                | Lucas Hernandez    | 99e  |
| 4                 | Niklas Süle        |      |
| 27                | David Alaba        | 112e |
| 18                | Leon Goretzka      | 99e  |
| 6                 | Joshua Kimmich     |      |
| 10                | Leroy Sané         | 70e  |
| 25                | Thomas Müller      |      |
| 7                 | Serge Gnabry       |      |
| 9                 | Robert Lewandowski |      |
|                   |                    |      |
| Remplaçants :     |                    |      |
| 26                | Sven Ulreich       |      |
| 35                | Alexander Nübel    |      |
| 17                | Jérôme Boateng     | 112e |
| 41                | Chris Richards     |      |
| 8                 | Javi Martínez      | 99e  |
| 11                | Michaël Cuisance   |      |
| 19                | Alphonso Davies    | 99e  |
| 24                | Corentin Tolisso   |      |
| 30                | Adrian Fein        |      |
| 40                | Malik Tillman      |      |
| 42                | Jamal Musiala      |      |
| 14                | Joshua Zirkzee     |      |
|                   |                    |      |
| Entraîneur :      |                    |      |
| Hans-Dieter Flick |                    |      |

| Titulaires :    |                   |     |
|                 |                   |     |
| 13              | Yassine Bounou    |     |
| 16              | Jesús Navas       |     |
| 20              | Diego Carlos      |     |
| 12              | Jules Koundé      |     |
| 18              | Sergio Escudero   |     |
| 8               | Joan Jordán       | 94e |
| 25              | Fernando          |     |
| 10              | Ivan Rakitić      | 56e |
| 7               | Suso              | 73e |
| 9               | Luuk de Jong      | 56e |
| 5               | Lucas Ocampos     |     |
|                 |                   |     |
| Remplaçants :   |                   |     |
| 1               | Tomáš Vaclík      |     |
| 31              | Javi Díaz         |     |
| 3               | Sergi Gómez       |     |
| 6               | Nemanja Gudelj    | 73e |
| 14              | Óscar             |     |
| 19              | Marcos Acuña      |     |
| 21              | Óliver Torres     | 56e |
| 22              | Franco Vázquez    | 94e |
| 11              | Munir             |     |
| 15              | Youssef En-Nesyri | 56e |
| 24              | Carlos Fernández  |     |
| 29              | Bryan Gil         |     |
|                 |                   |     |
| Entraîneur :    |                   |     |
| Julen Lopetegui |                   |     |

| Titulaires :      |                    |      |
|                   |                    |      |
| 1                 | Manuel Neuer       |      |
| 5                 | Benjamin Pavard    |      |
| 21                | Lucas Hernandez    | 99e  |
| 4                 | Niklas Süle        |      |
| 27                | David Alaba        | 112e |
| 18                | Leon Goretzka      | 99e  |
| 6                 | Joshua Kimmich     |      |
| 10                | Leroy Sané         | 70e  |
| 25                | Thomas Müller      |      |
| 7                 | Serge Gnabry       |      |
| 9                 | Robert Lewandowski |      |
|                   |                    |      |
| Remplaçants :     |                    |      |
| 26                | Sven Ulreich       |      |
| 35                | Alexander Nübel    |      |
| 17                | Jérôme Boateng     | 112e |
| 41                | Chris Richards     |      |
| 8                 | Javi Martínez      | 99e  |
| 11                | Michaël Cuisance   |      |
| 19                | Alphonso Davies    | 99e  |
| 24                | Corentin Tolisso   |      |
| 30                | Adrian Fein        |      |
| 40                | Malik Tillman      |      |
| 42                | Jamal Musiala      |      |
| 14                | Joshua Zirkzee     |      |
|                   |                    |      |
| Entraîneur :      |                    |      |
| Hans-Dieter Flick |                    |      |

| Titulaires :    |                   |     |
|                 |                   |     |
| 13              | Yassine Bounou    |     |
| 16              | Jesús Navas       |     |
| 20              | Diego Carlos      |     |
| 12              | Jules Koundé      |     |
| 18              | Sergio Escudero   |     |
| 8               | Joan Jordán       | 94e |
| 25              | Fernando          |     |
| 10              | Ivan Rakitić      | 56e |
| 7               | Suso              | 73e |
| 9               | Luuk de Jong      | 56e |
| 5               | Lucas Ocampos     |     |
|                 |                   |     |
| Remplaçants :   |                   |     |
| 1               | Tomáš Vaclík      |     |
| 31              | Javi Díaz         |     |
| 3               | Sergi Gómez       |     |
| 6               | Nemanja Gudelj    | 73e |
| 14              | Óscar             |     |
| 19              | Marcos Acuña      |     |
| 21              | Óliver Torres     | 56e |
| 22              | Franco Vázquez    | 94e |
| 11              | Munir             |     |
| 15              | Youssef En-Nesyri | 56e |
| 24              | Carlos Fernández  |     |
| 29              | Bryan Gil         |     |
|                 |                   |     |
| Entraîneur :    |                   |     |
| Julen Lopetegui |                   |     |